# Pál Arató
Pál Arató (n. 21 septembrie 1914, Mecsekszabolcs – d. 18 ianuarie 1993, Roma) a fost un istoric, scriitor, bibliograf și călugăr iezuit maghiar.